# 中山潮音
中山 潮音（なかやま しおね、1999年1月18日 - ）は、日本の女子ラグビーユニオン選手。

## プロフィール
- 宮崎県都城市出身[1]。
- ポジションはウィング(WTB)、センター(CTB)。
- 身長 170cm、体重 71kg
- 愛称はしおね。
- 女子日本代表キャップは9。（2022年11月現在）

## 略歴
2013年、宮崎北高校卒業後、日本体育大学に入る。
2017年、日本体育大学卒業後、横河武蔵野アルテミ・スターズに入る。
2022年、ラグビーワールドカップ2021の女子日本代表に選ばれた。